# East Freehold
East Freehold – jednostka osadnicza w Stanach Zjednoczonych, w stanie New Jersey, w hrabstwie Monmouth.